# Музыкальный продюсер
Музыка́льный продю́сер (англ. Record producer или Music producer, от produce — производить) — лицо, ответственное за разработку и производство музыкальных композиций. В сферу деятельности музыкального продюсера, как правило, входят отбор музыкальных исполнителей для творческого сотрудничества, проработка идей для композиций, сочинительство мелодий, наставничество музыкантов при работе в студии звукозаписи, а также контроль за качеством звукозаписи, сведения и мастеринга.

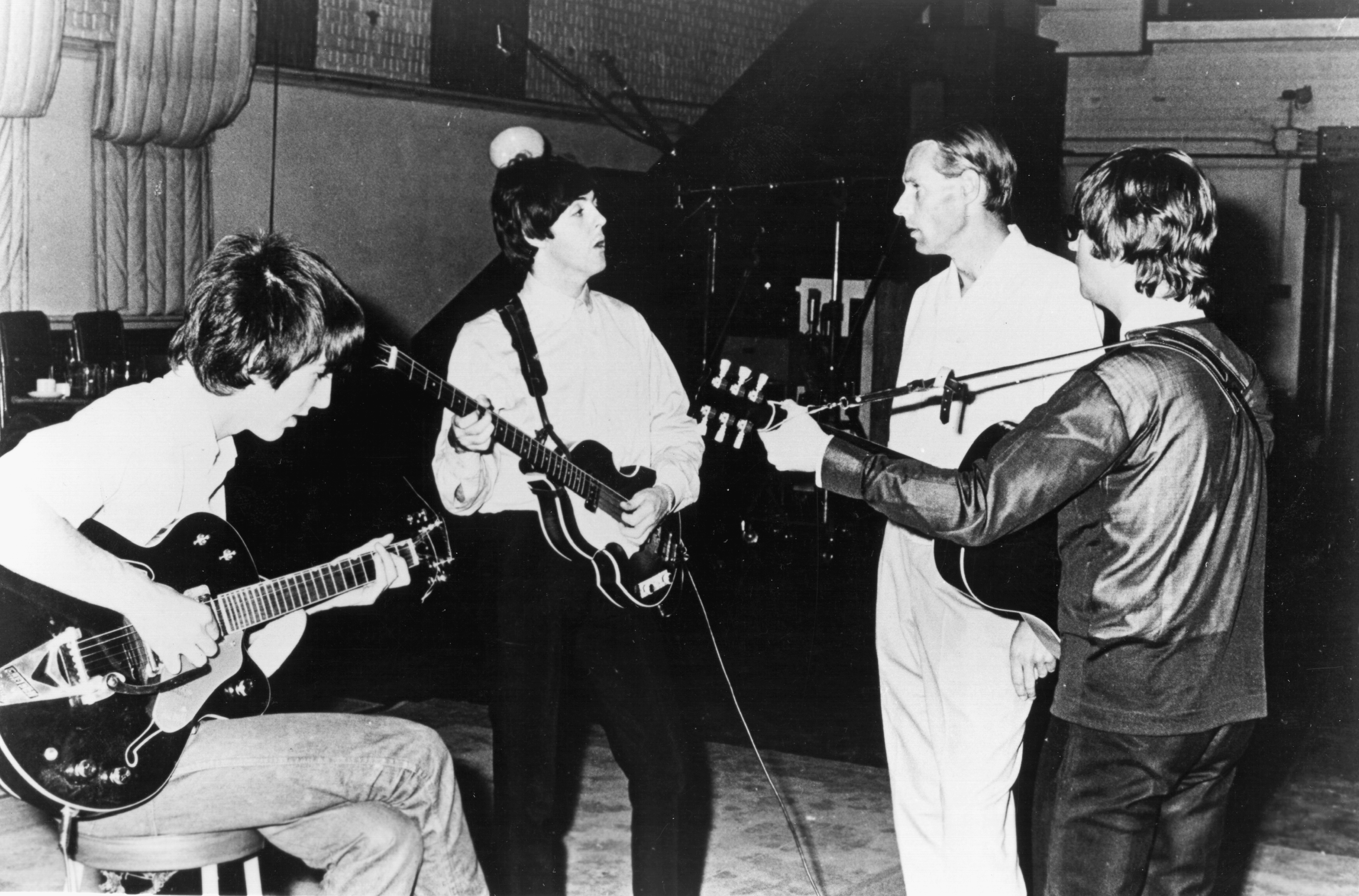
Продюсер Джордж Мартин, известный по его работе с The Beatles, изображён с членами группы Джорджем Харрисоном, Полом Маккартни и Джоном Ленноном во время сессии звукозаписи на студии Abbey Road в 1966 году

Стоит отличать музыкального продюсера от исполнительного продюсера, который отвечает за финансовые, организационные и управленческие аспекты производства музыкального продукта.
Часто музыкального продюсера путают и с музыкальным менеджером, который направляет карьеру музыканта и отвечает за его юридическое сопровождение, сотрудничество с лейблами звукозаписи, рекламное продвижение, букинг, гастрольную деятельность и др.
Также часто, особенно на постсоветском пространстве, музыкального продюсера путают с инвестором или спонсором, что является ошибочным мнением.

## Служебные обязанности
Музыкальный продюсер может работать как над альбомом в целом, так и над отдельно взятыми композициями.
В ве́дении музыкального продюсера находится контроль над творческим процессом написания музыки: определение стиля и жанра композиции, отбор и одобрение слов для песен, отбор или сочинительство мелодий, аранжировок и «битов».
Музыкальный продюсер контролирует и техническую сторону процесса звукозаписи. Он подбирает сессионных музыкантов, звукорежиссёров, инженеров сведения и мастеринга, ассистентов.
Как правило, у крупных звукозаписывающих компаний и студий звукозаписи имеются свои музыкальные продюсеры, но нередко музыканты сами приглашают интересных им независимых продюсеров, а в некоторых случаях — осуществляют музыкальное продюсирование своего проекта самостоятельно.
Работу, выполняемую музыкальным продюсером, можно сравнить с работой, выполняемой художественным руководителем в театре или режиссёром в кинематографе. Однако, в отличие от художественного руководителя, в обязанности музыкального продюсера зачастую входит не только руководство творческой составляющей проекта, но и организация и контроль материально-технического обеспечения этих работ.